# Дузіно-Сан-Мікеле
Дузіно-Сан-Мікеле (італ. Dusino San Michele, п'єм. Dusin) — муніципалітет в Італії, у регіоні П'ємонт,  провінція Асті.
Дузіно-Сан-Мікеле розташоване на відстані близько 500 км на північний захід від Рима, 27 км на південний схід від Турина, 19 км на захід від Асті.
Населення — 1035 осіб (2014).
Щорічний фестиваль відбувається 16 серпня. Покровитель — святий Рох.

## Демографія
Населення за роками:

Станом на 1 січня 2023 року в муніципалітеті офіційно проживало 105 іноземців з 18 країн, серед них 48 громадян країн Євросоюзу.

## Сусідні муніципалітети
- Кантарана
- Сан-Паоло-Сольбрито
- Вальфенера
- Віллафранка-д'Асті
- Вілланова-д'Асті